# 巴列德塞达诺
巴列德塞达诺，是西班牙卡斯蒂利亚-莱昂布尔戈斯省的一个市镇。总面积264平方公里，总人口536人（2001年），人口密度2人/平方公里。